# Ermita de Sant Joan de Blanes
L'Ermita de Sant Joan de Blanes és una església del municipi de Blanes (Selva). Està situada dalt del turó del mateix nom al costat del castell de Sant Joan, del qual n'era la capella però per la manca d'espai es va haver de situar fora del recinte. Per sant Joan s'hi diu missa. Apareix documentada ja al segle xiii i l'any 1377 consta que hi havia un capellà al castell que en tenia cura. Durant el segle xvii va ser centre de peregrinació pel dia de Sant Joan Baptista. L'any 1959 es va dur a terme una restauració en què es va refer la teulada i l'artista blanenca Maria Teresa Bedós va pintar els frescos de l'interior. L'any 1991 es va tornar a restaurar amb la rehabilitació del castell. És una obra inclosa en l'Inventari del Patrimoni Arquitectònic de Catalunya.

## Descripció
L'edifici es troba assentat sobre una terrassa formada per un mur de contenció, elevat sobre la cota natural del terreny. El temple consta d'una nau de planta rectangular, sense absis i d'un campanar adossat a la façana amb base quadrada i capçalera octogonal. Es tracta d'un campanar que pertany a la tipologia dels campanars gòtics de planta regular, quadrada o octogonal, amb dos cossos prismàtics, el superior més reduït, sensiblement diferenciats per una mínima terrassa i una cornisa.
El conjunt del campanar, és massís, llevat de les obertures d'arc apuntat, que apareixen a cada costat del cos inferior on es troba l'espai per a la campana. A la base del campanar es troba la sagristia. Aquesta ocupa l'espai de la base del mateix campanar, és a dir, el campanar està ubicat sobre la sagristia. La fàbrica dels murs és de paredat de pedra, poc resolta, en carreus de diverses mides i dimensions. Els murs són nus i cecs i només s'hi obres quatre obertures practicables: la porta d'accés, un òcul i dues petites finestres a la façana de ponent i una altra finestra a la façana de migjorn.
La part superior de la façana, està coronada per una cornissa acabada en punxa al punt mitjà de la façana, que amaga la teulada, la qual té dues vessants a tota la nau. Els acabaments de l'ermita són dispars, a nivell exterior, està acabat amb dues textures arrebossat i pintat de blanc i fàbrica de pedra vista. A nivell exterior, enlluït i emblanquinat. La porta d'accés, està realitzada seguint les línies del gòtic. L'esquema compositiu se centra en una obertura rectangular acabada superiorment amb un arc de mig punt, flanquejada per dues mènsules amb decoració floral, que fan de base d'un arc conopial, amb degradació d'arquivoltes que sobresurten del pla de la façana. L'interior és un espai únic, amb tres voltes de creueria – voltes d'aresta de canó-, arcs torals ogivals que es recolzen sobre columnes encastades als murs de tancament amb capitells motllurats.
L'alçada màxima de la nau és de 5,19 metres i d'amplada 4,12. Encastada en el mur de fons del presbiteri, hi ha una petita fornícula on es troba la imatge de Sant Joan, la qual es troba flanquejada per un programa pictòric de bastant recent factura, on la figura dels Àngels hi juga un protagonisme especial.

## Història
Durant la segona meitat del segle xiii, a la muntanya de Sant Joan, hi havia una fortificació-capella, dedicada a Sant Joan Baptista. La capella va ser edificada per ordre de Grau de Cabrera a mitjans del segle xiii. La seva funció era clara: es tractava de la capella castral, construïda a l'exterior del recinte per manca d'espai a l'interior. El matrimoni Guillem i Guillema Maria, senyors de Blanes, hi van crear una fundació – benefici de 350 lliures-, per a manteniment del culte.
Dins de la capella, hi havia una relíquia de Sant Joan Baptista i una efígie del seu cap, que posteriorment va ser traslladada a l'altar de la Mare de Déu del Carme a l'església parroquial dins d'una urna de fusta daurada i que era visitada per molts veïns de la vila i d'altres parts de Catalunya. El castell va començar a enrrunar-se i, ja fos per la inseguretat del lloc o bé per l'isolament en què es trobava, el beneficiat va abandonar la residència i fins i tot la mateixa capella.
La devoció i el romiatge varen passar a la vila de Pineda, on hi havia una imatge i efígie del sant. L'ermita va ser maltractada durant la guerra de 1936, però més tard va ser restaurada amb dignitat i ara s'hi celebra festa el dia 24 de juny amb una missa. El seu aspecte, morfologia o fesomia actual, és fruit de múltiples reformes i remodelacions que s'han prolongat durant tot el segle xx. Una d'aquestes intervencions queda perfectament testimoniada, ja que al parament interior de la façana de tramuntana trobem una placa que deixa constància que l'ermita va ser reformada l'any 1900.